# 段津
段津（？—），男，中华人民共和国外交官，曾任中华人民共和国外交部发言人、中华人民共和国驻温哥华总领事和驻悉尼总领事。

## 生平
1987年5月，出任中华人民共和国驻温哥华总领事。1990年4月，自驻温哥华总领事离任，回国调任外交部新闻司副司长兼外交部发言人。1993年1月，出任中华人民共和国驻悉尼大使衔总领事。1997年7月，自驻悉尼总领事离任。回国后退居二线，任中国人民外交学会副会长。